# Martin Nyström (musikkritiker)
Per Martin Nyström, född 3 januari 1955, är en svensk musikkritiker.
Nyström utbildade sig i musikvetenskap, litteraturvetenskap och filosofi vid Göteborgs universitet. Han undervisade i musikhistoria på Musikhögskolan i Göteborg 1976–1993.
Nyström var 1980–1993 musikkritiker på Expressen och är sedan 1993 huvudkritiker för klassisk musik och opera på Dagens Nyheter. 
Nyström bildade 1986 operaensemblen Utomjordiska Teatern (senare Barockbolaget) i Göteborg och verkade där som regissör och översättare. Han bor på Kössö/Köpstadsö i Göteborgs södra skärgård.